# 德米特里耶夫卡 (伊塞克阿塔区)
德米特里耶夫卡（俄语：Дмитриевка）是吉尔吉斯斯坦楚河州伊塞克阿塔区下辖的一个村。根据2009年吉尔吉斯共和国人口普查，全村人口为3081人。